# 刘海藩
刘海藩（1935年11月—2014年5月13日），湖南涟源人，中华人民共和国政治人物。
毕业于湖南革命大学，后进入中国人民大学政治经济学系，之后担任中央党校教师。1994年3月，任中央党校副校长。2014年去世。